# هکله
هکله (به انگلیسی: Hakla) یک روستا در پاکستان است که در ناحیه گجرات واقع شده‌است. هکله ۲۶۲ متر بالاتر از سطح دریا واقع شده‌است.